# Lasioptera kasarzewskella
Lasioptera kasarzewskella är en tvåvingeart som beskrevs av Marikovskij 1958. Lasioptera kasarzewskella ingår i släktet Lasioptera och familjen gallmyggor. Inga underarter finns listade i Catalogue of Life.